# Гура-Балджиховська
Гура-Балджиховська (пол. Góra Bałdrzychowska) — село в Польщі, у гміні Поддембиці Поддембицького повіту Лодзинського воєводства.
Населення — 271 особа (2011).
У 1975-1998 роках село належало до Серадзького воєводства.

## Демографія
Демографічна структура станом на 31 березня 2011 року:
|          | Загалом | Допрацездатний вік | Працездатний вік | Постпрацездатний вік |
| -------- | ------- | ------------------ | ---------------- | -------------------- |
| Чоловіки | 132     | 25                 | 93               | 14                   |
| Жінки    | 139     | 30                 | 76               | 33                   |
| Разом    | 271     | 55                 | 169              | 47                   |